# Monte Vaso
Il Monte Vaso (635 m s.l.m.) è un rilievo montuoso delle Colline Pisane centro-meridionali, luogo nel Medioevo di un importante insediamento militare.

## Geografia
Il Monte Vaso, raggiungendo un'altitudine di 635 m s.l.m., è uno dei pochi rilievi montuosi del sistema orografico delle Colline Pisane. Inoltre, se si escludono il Monte Vitalba e i rilievi contermini, ne è anche il punto di maggiore altitudine.

### Posizione
Il Monte Vaso è collocato nella zona centro-meridionale delle Colline Pisane, in diretta prossimità della SP-48 della Provincia di Pisa (che infatti ne prende il nome, chiamandosi appunto Strada del Montevaso). Il rilievo è interamente posto nel territorio comunale di Chianni (distandone dal capoluogo circa 6 km in linea d'aria), non lontano comunque dal territorio di Castellina Marittima (dal cui capoluogo dista infatti circa 4 km).

### Geologia
Il monte, come del resto molti dei rilievi delle Colline Pisane e delle Colline Livornesi, è composto per la maggior parte da Gabbro.

### Idrografia
Il Monte Vaso è interamente collocato nel bacino idrografico del Torrente Sterza. Infatti, dalle sue pendici meridionali sorge il Botro di Melo che, dopo circa un chilometro di percorso, riceve in destra idraulica il Botro delle Fornacelle per poi confluire nel Botro al Noce, il quale, in località Montaloncino, va infine a confluire nello Sterza. Dalle pendici settentrionali, invece, sorge invece il ramo primo del Botro dei Gulfi che, dopo aver ricevuto numerosi affluenti (primo fra tutti il Botro dei Castagni) e dopo aver percorso una distanza di circa 6 km, si getta nello Sterza a circa la metà del suo cammino.

### Morfologia e panorama
Il Monte Vaso ha una forma caratteristica a vaso rovesciato, soprattutto nel suo versante orientale: questa circostanza lo rende dunque ben riconoscibile e identificabile da tutta la valle dello Sterza e dalle Colline Pisane orientali (ovvero i rilievi della zona di Lajatico e Montecatini Val di Cecina). Peraltro, questa forma caratteristica sembrerebbe essere anche la ragione dell'ovvia etimologia del suo toponimo (anche se in letteratura vi sono alcune ipotesi che farebbero risalire il toponimo alla traduzione in tedesco del nome "monte dei prati"). 
Come si è detto, il Monte Vaso ha una posizione dominante su tutte le Colline Pisane centrali e settentrionali, essendo superato in altezza solo dal gruppo di rilievi del Monte Vitalba e contermini. Questa circostanza, dovrebbe far sì che il panorama godibile dalla vetta sia aperto per quasi 360° d'arco. Tuttavia, allo stato attuale, la vetta del monte è quasi interamente ricoperta da vegetazione spontanea che inficia in maniera sostanziale sul suo potenziale panorama.
Fanno eccezione due piccole aperture: una ad ovest, dalla quale è possibile ammirare il Poggio Pianacce, parte dell'Arcipelago Toscano, l'intero profilo delle Colline Livornesi e delle Colline Pisane occidentali, nonché il Monte Pisano e le Alpi Apuane; una ed est, dalla quale invece si ha un lodevole panorama sulla valle dello Sterza, sulle Colline Pisane orientali, su Volterra e su una buona parte delle Colline Metallifere.

## Come raggiungerlo
Allo stato attuale, non esiste un percorso ufficiale, adeguatamente sistemato e segnalato, per raggiungere la vetta del Monte Vaso.
È tuttavia possibile raggiungere la cima, imboccando anzitutto il sentiero 400 (segnalato anche da apposite bandierine rosse e bianche) che si diparte dalla SP-48 in prossimità della strada che conduce alla tenuta De Paoli; dopodiché, percorsi circa 500m di salita sul sentiero 400, si imbocca sulla destra un secondo sentiero che – con una traccia visibile a stento e attraversando anche brevi tratti di boscaglia – conduce finalmente alla vetta del Monte Vaso.

## Storia
La posizione dominante del Monte Vaso ha dato ragione, sin dal Medioevo, del suo valore strategico di sito per la costruzione di avamposti militari: infatti, si ha testimonianza della presenza di fortificazioni sul rilievo fino dall'anno 780. Da allora, sono stati costruiti (e distrutti) in epoca medioevale altri due fortilizi, ad ulteriore prova dell'interesse militare allora riscosso dal sito.
Peraltro, recenti studi hanno consentito di accertare che il Monte Vaso sia stato in tale periodo luogo di insediamento civile oltreché militare: infatti, oltre alla già nota della chiesa di San Jacopo (della quale si hanno riferimenti fin dall'anno 1137), è stato possibile accertare la presenza di un vero e proprio borgo indipendente – dotato, per esempio, di due cinte murarie, di varie abitazioni e di un cimitero –, probabilmente preposto anche alla gestione economica del territorio limitrofo.
Ad oggi rimangono visibili solo poche tracce dei vecchi insediamenti, tracce tutte presumibilmente riconducibili alla terza e ultima fortificazione della vetta (XI e XII secolo circa).
Per finire, si deve poi ricordare come l'interesse militare del sito si sia in realtà protratto fino ai tempi recenti, e non sia dunque relegabile esclusivamente al periodo medioevale. Infatti, la cima del Monte Vaso è stata oggetto di sanguinosi scontri fra gli eserciti Tedesco ed Americano durante la Campagna d'Italia, in ragione delle peculiari caratteristiche del rilievo come sito per l'installazione di artiglieria pesante.